# Pittenhart
Pittenhart település Németországban, azon belül Bajorországban. Lakosainak száma 1934 fő (2023. december 31.). Pittenhart Eggstätt községgel határos.

## Népesség
A település népessége az elmúlt években az alábbi módon változott:
| Lakosok száma | 1029 | 1508 | 1269 | 1320 | 1704 | 1717 | 1790 | 1813 | 1858 | 1934 |
|               | 1875 | 1950 | 1975 | 1987 | 2012 | 2014 | 2016 | 2017 | 2021 | 2023 |